# Gynoplistia dactylophora
Gynoplistia dactylophora là một loài ruồi trong họ Limoniidae. Chúng phân bố ở miền Australasia.